# مرآت الزمان فی تاریخ الاعیان

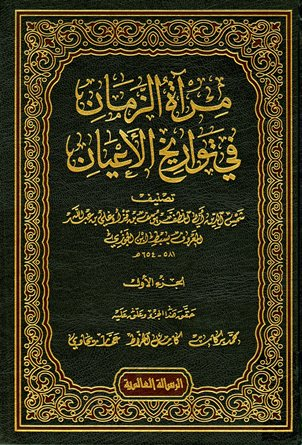
تصویری از جلد کتاب

مرآت الزمان فی تاریخ الاعیان کتابی است که ابوالمظفر یوسف بن قیزاوغلی ملقب به سبط ابن جوزی، در قرن هفتم این اثر را تألیف کرده است. اثر مورد نظر در زمینهٔ تاریخ عمومی، با خلقت آدم آغاز می‌شود و با مرگ مؤلف پایان می‌پذیرد. اهمیت آن نیز بیشتر به گزارش اتفاقات معاصر نویسنده است. همچنین بخش مربوط به نیمهٔ دوم قرن پنجم ه‍.ق به علت دربرداشتن غرس النعمه و عیون التواریخ محمد بن هلال الصابی، از اهمیت والایی برخوردار است. اطلاعات ارائه شده پیرامون طغرل بیک، آلب ارسلان و ملکشاه در این اثر، بی‌نظیر است و علاوه بر آن، فعالیت امیران سلجوقی در آناتولی، سوریه و فلسطین نیز به‌طور مفصل شرح داده شده است. این کتاب در میان مهم‌ترین آثار مربوط به سلاجقهٔ بزرگ قرار دارد.